# Ипомея пурпурная
Ипоме́я пурпу́рная, или Ипомея пурпу́ровая (лат. Ipomoea purpurea) — однолетнее травянистое вьющееся растение, вид рода Ипомея (Ipomoea) семейства Вьюнковые (Convolvulaceae). По всему свету культивируется как декоративное растение.

## Этимология
Научное название рода «ипомея» образовано от греческих слов ips, означающего «червь» и homoios — «похожий». По наиболее распространенной версии оно дано по виду ползучей корневой системы у многих представителей этого рода, по альтернативной — за вьющийся «червеобразный» характер побегов многих видов ипомеи. Иногда растение упоминается под устаревшими ботаническими названиями, вошедшими в синонимику рода: фарбитис (Pharbitis), квамоклит (Quamoclit), луноцвет или калониктион (Calonyction) и некоторыми другими.
Садоводы иногда называют представителей рода обиходным названием вьюнок, хотя Вьюнок (Convolvulus) — другой род внутри семейства Вьюнковые (Convolvulaceae) с похожим обликом, или граммофончики, за сходство венчика цветков ипомеи с рупором граммофона.  В англоязычных источниках некоторые виды, в первую очередь Ipomoea violacea, обиходно называют англ. morning glory, что в русскоязычных материалах зачастую переводится как «утреннее сияние».
Видовой эпитет purpurea дан из-за фиолетовой окраски венчика цветков. Ацилированные гликозиды цианидина могут быть выделены из фиолетово-синих цветков I. purpurea . Все эти антоцианы были основаны на цианидин 3-софорозид-5-глюкозиде, ацилированном кофейной кислотой и/или п-кумаровой кислотой.

## Биологическое описание

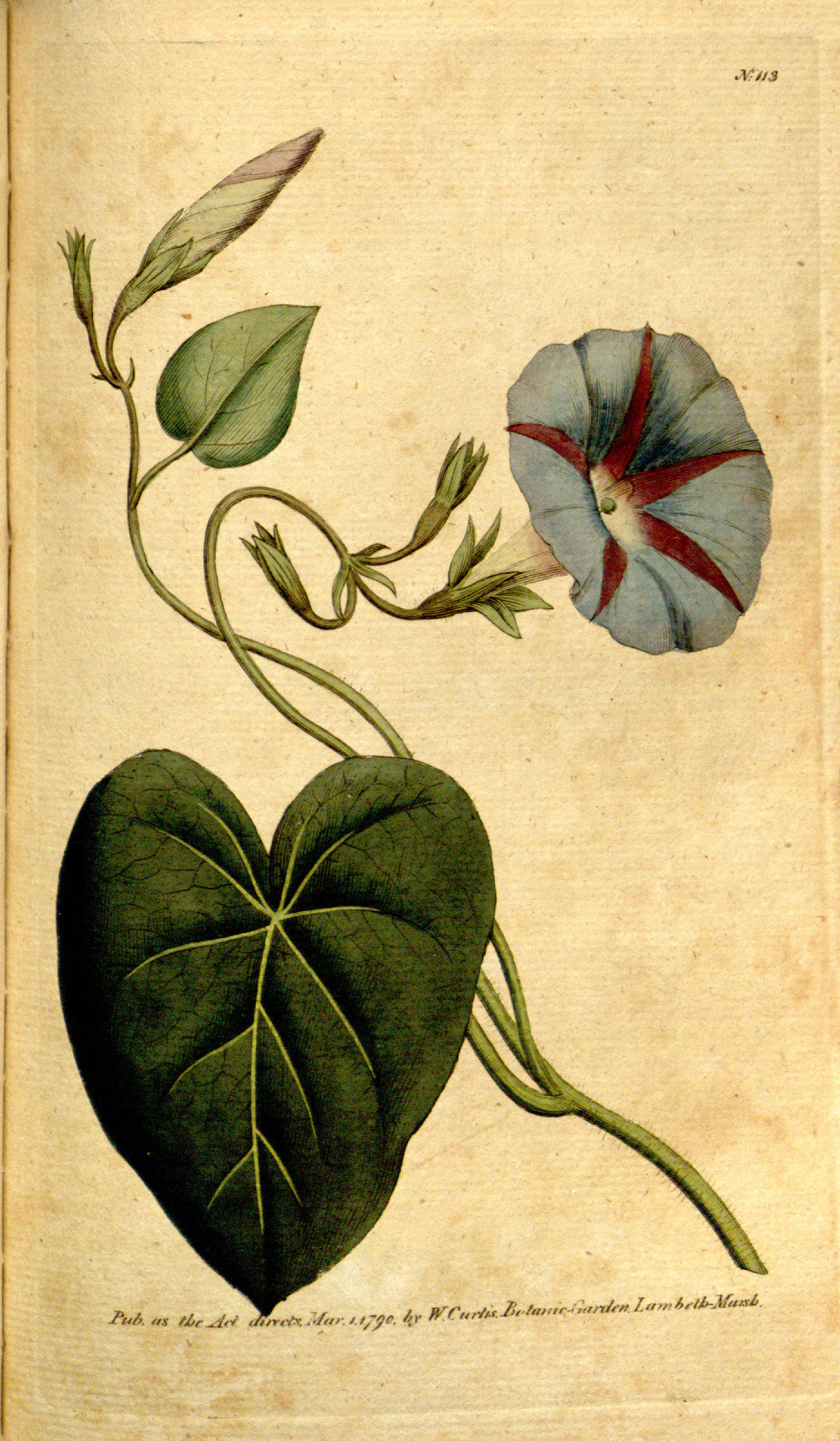
Ботаническая иллюстрация Уильяма Кёртиса из журнала The Botanical Magazine (1791). Растение обозначено как Convolvulus purpureus

Однолетнее травянистое вьющееся растение. В терминах системы жизненных форм Раункиера — терофит: растение, переживающее неблагоприятные условия только в виде семян.
Осевые части растений — с коротким опушением и длинными отогнутыми волосками. Длина стеблей — от 1,2 до 3 м. Листья простые, с черешками от 2 до 12 см. Листовые пластинки обычно цельные, но иногда трёхлопастные или трёхраздельные; округло-овальные или широкоовальные (широкояйцевидные), от 4 до 18 см в длину и от 3,5 до 16,5 см в ширину, с более или менее сжатым жёстким опушением. Край листовой пластинки цельный или более или менее трёхлопастный, верхушка листа острая или заострённая. В соцветиях может быть до пяти цветков; цветоносы (участки стебля с цветками) — длиной от 4 до 12 см; прицветники линейные, длиной от 6 до 7 мм, с редкими волосками.
Околоцветник актиноморфный. Чашелистики — узкоэллиптические, на верхушке коротко заострённые, часто опушённые только в основании, длиной от 8 до 14 мм (до 16 мм). Венчики воронкообразные, из пяти сросшихся лепестков, голые (то есть без волосков), могут быть красными, красновато-фиолетовыми, сине-фиолетовыми, розовыми или голубыми, постепенно бледнеющие по направлению к белой центральной части, длиной от 4 до 6 см; иногда могут быть белыми. Длина венчиков — от 40 до 60 мм. Цветки обоеполые. Рыльце трёхлопастное.
Плод — трёхгнёздная коробочка. Семена трёхгранные, длиной от 4 до 7 мм, чёрного или соломенного цвета, голые.
Число хромосом: 2n = 30, 32.

## Распространение

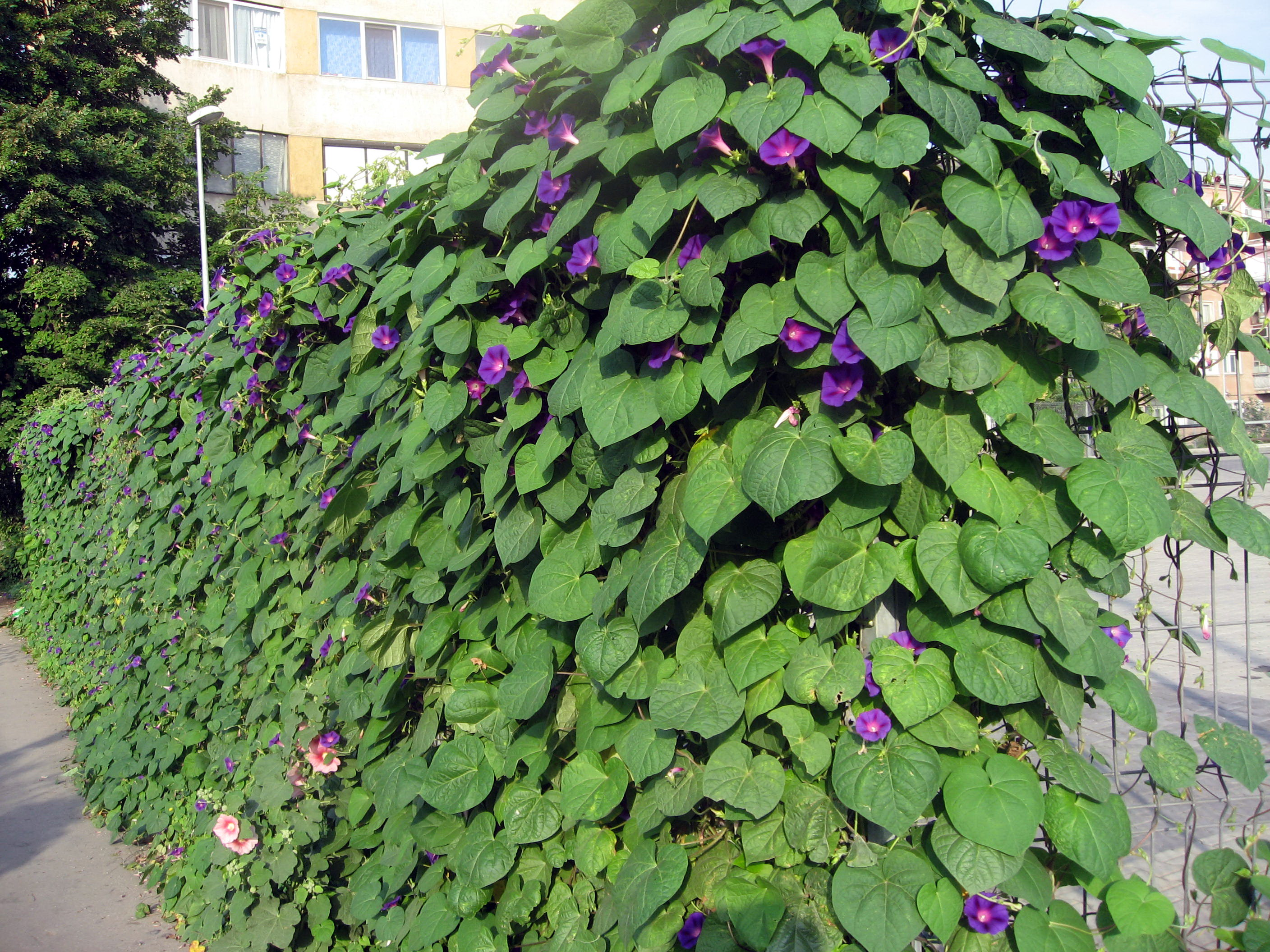
Общий вид цветущих растений. Город Дева, Румыния

Естественный ареал вида — умеренные тропики Северной и Южной Америки.
Ипомея пурпурная как заносное растение была обнаружена во многих регионах мира, что связано с её повсеместным культивированием (этот вид — эргазиофигофит: растение, попадающее в дикую природу из культуры). Растение отмечено как заносное и для многих регионов России; отмечено как сорное растение в большинстве областей средней полосы России. В Москве встречалось на сорных местах и железнодорожных насыпях (для Москвы является эфемерофитом, то есть растением, не способным полностью акклиматизироваться).

## Использование
Семена используются в лечебных целях.
Ипомея пурпурная повсеместно культивируется как декоративное красивоцветущее растение.

## Таксономия

### Синонимы
В синонимику вида входят следующие названия (по информации базы данных The Plant List (2013), если не указано иное:
- Convolvulus purpureus L.[10]basionym
- Ipomoea chanetii H.Lév.[8]
- Ipomoea diversifolia Lindl.
- Ipomoea glandulifera Ruiz & Pav.
- Ipomoea hispida Zuccagni[8][~ 1]
- Ipomoea hirsutula J.Jacq.
- Ipomoea mexicana A.Gray[10]
- Ipomoea purpurea var. diversifolia (Lindl.) O'Donell
- Ipomoea purpurea var. purpurea
- Pharbitis diversifolius Lindl.
- Pharbitis hispida (Zuccagni) Choisy[8]
- Pharbitis nil var. diversifolia (Lindl.) Choisy
- Pharbitis purpurea (L.) Voigt[10]
- Pharbitis purpurea Asch. in Schweinf.

## Комментарии
1. ↑  В издании Flora of China — явная опечатка: вместо названия Ipomoea hispida Zuccagni, имеющегося в базе данных IPNI[11], в списке синонимов указано название Ipomoea hispida Zuccarini.